# Pyrrhalta esakii
Pyrrhalta esakii es una especie de insecto coleóptero de la familia Chrysomelidae.
Fue descrita científicamente en 1963 por Kimoto.